# 斯廷博特 (內華達州)
斯廷博特（英語：Steamboat）是位於美國內華達州瓦肖縣的非建制地區。

## 歷史
斯廷博特的郵局於1880年設立，其後於1974年停運。

## 地理
斯廷博特所處的海拔為高於海平面1403米（即4603英呎），而該地所採用的時區為UTC-8，即太平洋时区（PST）。同時該地設有夏令時間，為UTC-8調快一小時，即UTC-7（PDT）。